# Nicolás Esparza Pérez
Nicolás Esparza Pérez (Tudela, 22 de diciembre de 1872 - Sestao, 9 de julio de 1928) fue un pintor, grabador y profesor español conocido a veces como Enrique Arenas Quintero, alias utilizado en la firma de numerosas obras, que desarrolló gran parte de su labor profesional entre Navarra y Vizcaya. Forma parte de las primeras generaciones de pintores contemporáneos de Navarra compuesta por artistas como Lorenzo Aguirre, Jesús Basiano, Javier Ciga, Inocencio García Asarta o Enrique Zubiri, como nombres destacados, pero que ha dejado más olvidados a otros como Prudencio Arrieta, Balbino Ciáurriz, Natalio Hualde, Prudencio Pueyo, Martín Domingo Yzangorena o el propio Nicolás Esparza.

## Biografía
Nació en la calle Herrerías, 51, muy cerca de la calle que posteriormente le dedicó el ayuntamiento de Tudela. Era hijo de Robustano Esparza y de Carlota Pérez.
Sus estudios artísticos iniciales los realizó en la Academia Castel Ruiz, de su ciudad natal, de la mano de Aniceto Sada Castro. Entre 1891 y 1900 se traslada a Madrid donde continua sus estudios en la Real Academia de Bellas Artes de San Fernando recibiendo unas pensiones de la Diputación Foral de Navarra y la Real Sociedad Tudelana de Amigos del País entre 1893-1898. La obtenida de la diputación navarra fue en concurso junto a otros artistas coetáneos como Enrique Zubiri, Francisco Sánchez Moreno o Natalio Hualde.
Aprovechó estos años para participar en las Exposiciones Nacionales de Bellas Artes, logrando menciones honoríficas en 1892, 1895 y 1897. Se da la circunstancia que en esta última ocasión la mención honorífica por su obra "La Escuela" fue compartida con un incipiente artista malagueño, Pablo Ruiz Picasso, que presentó su pintura "Ciencia y Caridad". Logra una tercera medalla en 1904 en la modalidad de pintura.
De regreso a Navarra, busca trabajo entre la clientela local, a nivel institucional y privada, especialmente realizando retratos.
En 1910 obtuvo por oposición la plaza de profesor de dibujo en la Escuela de Artes y Oficios de Sestao llegando a ser director del centro. Este cargo que le supuso gran prestigio en la localidad y su entorno llegando a ser «uno de los mejores retratistas de la época en Vizcaya, firmando sus obras con el seudónimo de Enrique Arenas Quintero».
Se casó con Josefina Mangirón, maestra, teniendo este matrimonio siete hijos. Cuando falleció en Sestao, en julio de 1928, las crónicas cifraban en más de 10.000 personas asistentes a su funeral.

## Estilo artístico
Su estilo artístico es descrito por el historiador del arte, José Mª Muruzábal, como un estilo con «una  excelente técnica de dibujante y artista, con notable sentido de la elegancia y de la proporción; una pintura mayormente ejecutada en tonos sobrios, fondos neutros y claroscuro, con composiciones trabajadas y muy bien resueltas, muy en la tradición clásica española.» Unas obras figurativas, más en la línea de la pintura realista del siglo XIX, que apenas cambiará en 35 años y que no se muestra receptiva antes «las novedades estéticas que se van presentando en el primer tercio» del siglo XX.

## Obra
Los géneros más trabajos en su obra son:
- Retrato
- Pintura de género y figurativa
- Dibujo
- Grabados

Su obra está bastante dispersa teniendo cuadros en el Ayuntamiento de Tudela, Diputación Foral de Navarra, Museo de Navarra, Ayuntamiento de Portugalete y el Museo de la Industria de esta localidad.

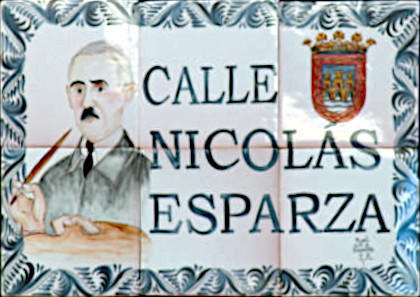
Placa de la Calle Nicolás Esparza (Tudela)

## Premios y homenajes
- Monumento dedicado en Sestao a Nicolás Esparza, obra del escultor Moisés Huerta, donde también el ayuntamiento le dedicó una calle.
- Calle Nicolás Esparza en Tudela. Dedicada por el ayuntamiento en 1930.